# Ernesto Colli

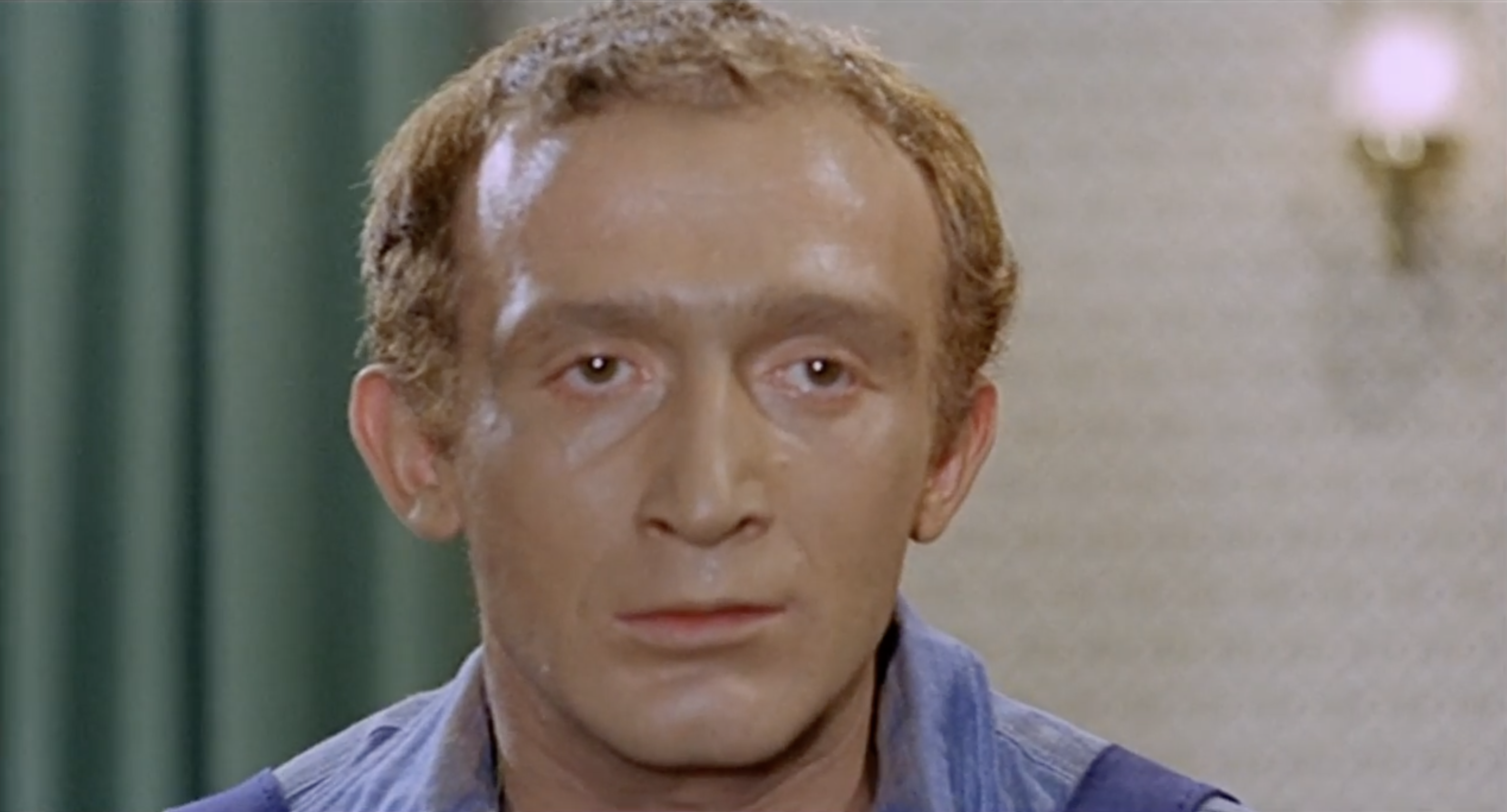
Ernesto Colli im Film "Omicidio per vocazione" (1968)

Ernesto Colli (* 16. Mai 1940 in Biella; † 19. November 1982 in Rom) war ein italienischer Schauspieler.

## Leben
Colli spielte bereits vor Abschluss seiner gymnasialen Ausbildung auf Amateurbasis Theater und in zwei Super-8-Filmen, die verschollen sind. Durch seine Freundschaft mit Vittorio Gassman, der den großen, schmalen, immer gehetzt wirkenden Colli schätzte, erhielt er eine Nebenrolle in dessen Film L'arcidiavolo (1966) und spielte von nun an, mit seiner hektischen und gepressten Diktion, in einer Vielzahl von Filmen und Fernseharbeiten. Dabei wurde er oftmals als gestörte Persönlichkeit, als gewaltbereiter Frustrierter oder als Drogenabhängiger besetzt und hatte Gelegenheit, mit Regisseuren wie Federico Fellini, Alberto Bevilacqua, Gianni Amelio und Francesco Rosi zusammenzuarbeiten. Für das Fernsehen trat er in dramatischen Arbeiten wie Sandro Bolchis Camilla oder Pietro Schivazappas Gli occhi del drago auf.
Colli starb 42-jährig; in seinen letzten Auftritten wirkte er noch magerer und kränker als üblich.

## Filmografie (Auswahl)
- 1966: L'arcidiavolo
- 1968: Tödliches Erbe (Omicidio per vocazione)
- 1970: La Califfa
- 1971: Die Todesflieger (Forza „G“)
- 1972: Hai sbagliato… dovevi uccidermi subito!
- 1972: Milano Kaliber 9 (Milano calibro 9)
- 1973: Hilfe, ich bin Spitz…e! (Rugantino)
- 1973: Die Säge des Teufels (I corpi presentano tracce di violenza carnale)
- 1974: Sieben Stunden der Gewalt (Sette ore di violenza per una soluzione imprevista)
- 1976: Die Macht und ihr Preis (Cadaveri eccellenti)
- 1976: Das Schlitzohr und der Bulle (Il trucido e lo sbirro)
- 1976: Tote pflastern seinen Weg (Pronto ad uccidere)
- 1982: Porca vacca